# The Hillz
The Hillz es una película de 2004 escrita y dirigida por Saran Barnun y protagonizada por Rene Heger, Jesse Woodrow y Paris Hilton.

## Trama
Se centra sobre cuatro chicos de Beverly Hills que forman una banda sin escrúpulos. La película muestra a Steve intentando tener a Heather Smith como su novia.